# Puchar Świata w kombinacji norweskiej 1992/1993
Sezon 1992/1993 Pucharu Świata w kombinacji norweskiej rozpoczął się 5 grudnia 1992 w fińskim Vuokatti, zaś ostatnie zawody z tego cyklu zaplanowano w czechosłowackiej miejscowości Szczyrbskie Jezioro, 20 marca 1992 roku. 
Zawody odbyły się w 7 krajach: Austrii, Czechosłowacji, Francji, Finlandii, Niemczech, Norwegii oraz Szwajcarii.
Obrońcą Pucharu Świata był Francuz Fabrice Guy. W tym sezonie triumfował Japończyk Kenji Ogiwara, który wygrał 6 z 8 zawodów.

## Kalendarz i wyniki
| 1. | 5 grudnia 1992    | Vuokatti                      | Gundersen K90/15 km                                                        | Kenji Ogiwara                                                              | Takanori Kōno                                                              | Bjarte Engen Vik                                                           |                                                                            |                                                                            |
| 2. | 12 grudnia 1992   | Courchevel                    | Gundersen K120/20 km                                                       | Kenji Ogiwara                                                              | Allar Levandi                                                              | Takanori Kōno                                                              |                                                                            |                                                                            |
| 3. | 19 grudnia 1992   | Sankt Moritz                  | Gundersen K90/15 km                                                        | Kenji Ogiwara                                                              | Takanori Kōno                                                              | Masashi Abe                                                                |                                                                            |                                                                            |
| 4. | 8 stycznia 1993   | Schonach                      | Gundersen K90/15 km                                                        | Fred Børre Lundberg                                                        | Masashi Abe                                                                | Kenji Ogiwara                                                              |                                                                            |                                                                            |
| 5. | 23 stycznia 1993  | Saalfelden am Steinernen Meer | Gundersen K90/15 km                                                        | Kenji Ogiwara                                                              | Thomas Dufter                                                              | Jens Deimel                                                                |                                                                            |                                                                            |
| MŚ | 19-28 lutego 1993 | Falun                         | Kombinacja norweska na Mistrzostwach Świata w Narciarstwie Klasycznym 1993 | Kombinacja norweska na Mistrzostwach Świata w Narciarstwie Klasycznym 1993 | Kombinacja norweska na Mistrzostwach Świata w Narciarstwie Klasycznym 1993 | Kombinacja norweska na Mistrzostwach Świata w Narciarstwie Klasycznym 1993 | Kombinacja norweska na Mistrzostwach Świata w Narciarstwie Klasycznym 1993 | Kombinacja norweska na Mistrzostwach Świata w Narciarstwie Klasycznym 1993 |
| 6. | 5 marca 1993      | Lahti                         | Gundersen K90/15 km                                                        | Kenji Ogiwara                                                              | Fred Børre Lundberg                                                        | Masashi Abe                                                                |                                                                            |                                                                            |
| 7. | 12 marca 1993     | Oslo                          | Gundersen K120/15 km                                                       | Takanori Kōno                                                              | Kenji Ogiwara                                                              | Jun’ichi Kogawa                                                            |                                                                            |                                                                            |
| 8. | 20 marca 1993     | Szczyrbskie Jezioro           | Gundersen K90/15 km                                                        | Kenji Ogiwara                                                              | Takanori Kōno                                                              | Fred Børre Lundberg                                                        |                                                                            |                                                                            |

## Klasyfikacje
| Lp. | Zawodnik            | Punkty |
| 1.  | Kenji Ogiwara       | 185    |
| 2.  | Fred Børre Lundberg | 115    |
| 3.  | Takanori Kōno       | 112    |
| 4.  | Masashi Abe         | 94     |
| 5.  | Allar Levandi       | 62     |
| 6.  | Knut Tore Apeland   | 48     |
| 7.  | Trond Einar Elden   | 44     |
| 8.  | Jean-Yves Cuendet   | 41     |
| 9.  | Andreas Schaad      | 40     |
| 10. | Fabrice Guy         | 39     |

| Lp. | Zawodnik   | Punkty |
| 1.  | Japonia    | 529    |
| 2.  | Norwegia   | 362    |
| 3.  | Szwajcaria | 153    |
| 4.  | Niemcy     | 121    |
| 5.  | Francja    | 111    |
| 6.  | Rosja      | 76     |
| 7.  | Austria    | 52     |
| 8.  | Włochy     | 50     |
| 9.  | Czechy     | 26     |
| 10. | Finlandia  | 25     |